# Segesta
Segesta är en forntida elymisk bosättning på nordvästra Sicilien, cirka 50 km sydväst om Palermo. Elymerna var en av de tre folkgrupperna på Sicilien när grekerna och karthagerna koloniserade Sicilien. Elymerna i Segesta motarbetade grekernas kolonisation av Sicilien, men kom under 300-talet f.Kr. under Karthagos och senare under Roms herravälde. Strax väster om staden ligger en välbevarad hellenistisk teater. I Segesta finns även ett påbörjat men ej färdigbyggt tempel i dorisk stil från cirka 420 f.Kr.

## Notiser om Segesta
- 454 f.Kr. utbröt krig mellan stadsstaterna Segesta och Selinus om tillgången till Tyrrenska havet
- 416 f.Kr. bad den då joniska staden Segesta atenarna om hjälp mot den doriska staden Selinus (som fick stöd av den mäktiga sicilianska staden Syrakusa). Folket i Syrakusa var liksom spartanerna dorer, medan atenarna och deras allierade på Sicilien var joner. Atenarna kände sig därför tvungna att bistå sina allierade och förberedde en armada för att invadera Sicilien.

- 307 f.Kr. förstördes staden av Agathokles
- 104 f.Kr. inledde Athenion det andra slavupproret i Segesta

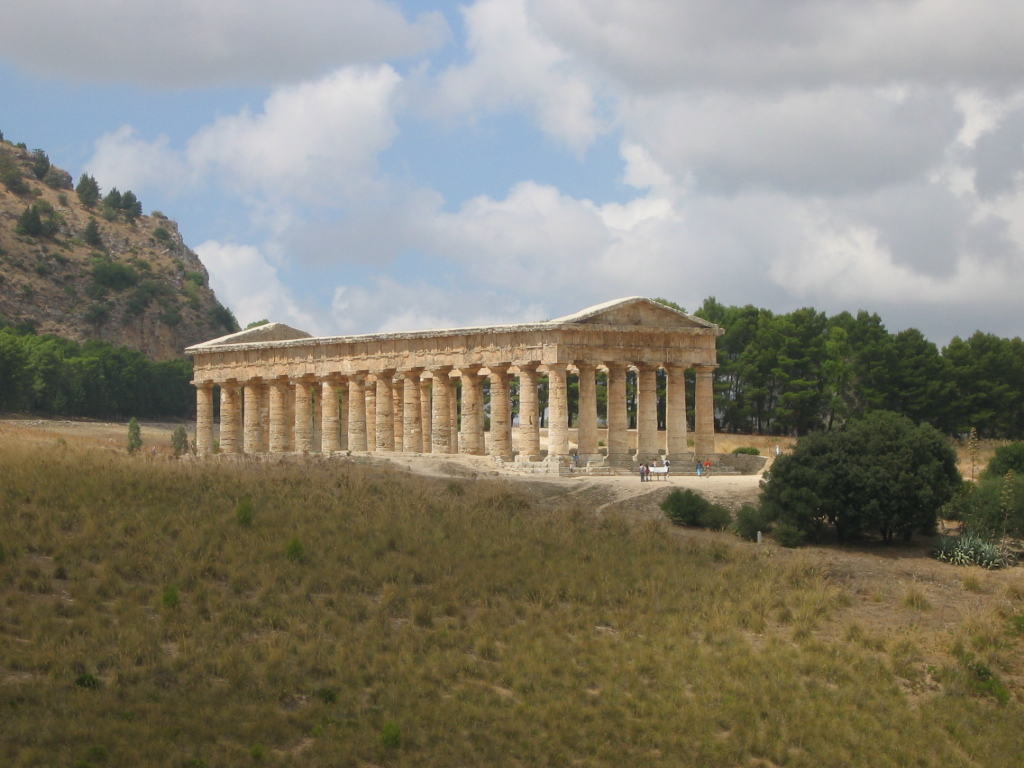
Templet
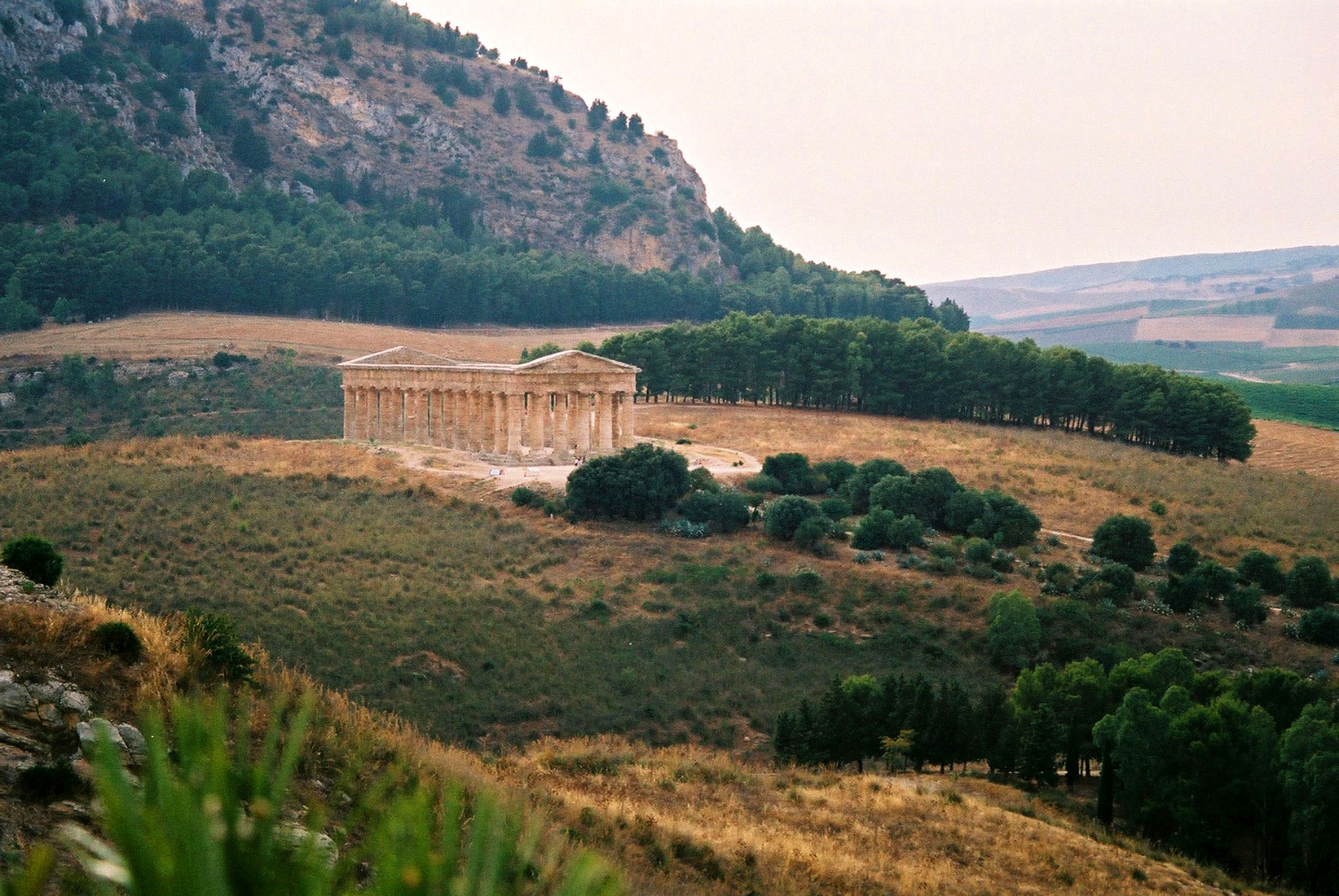
Templet sett från platsen för den antika bosättningen
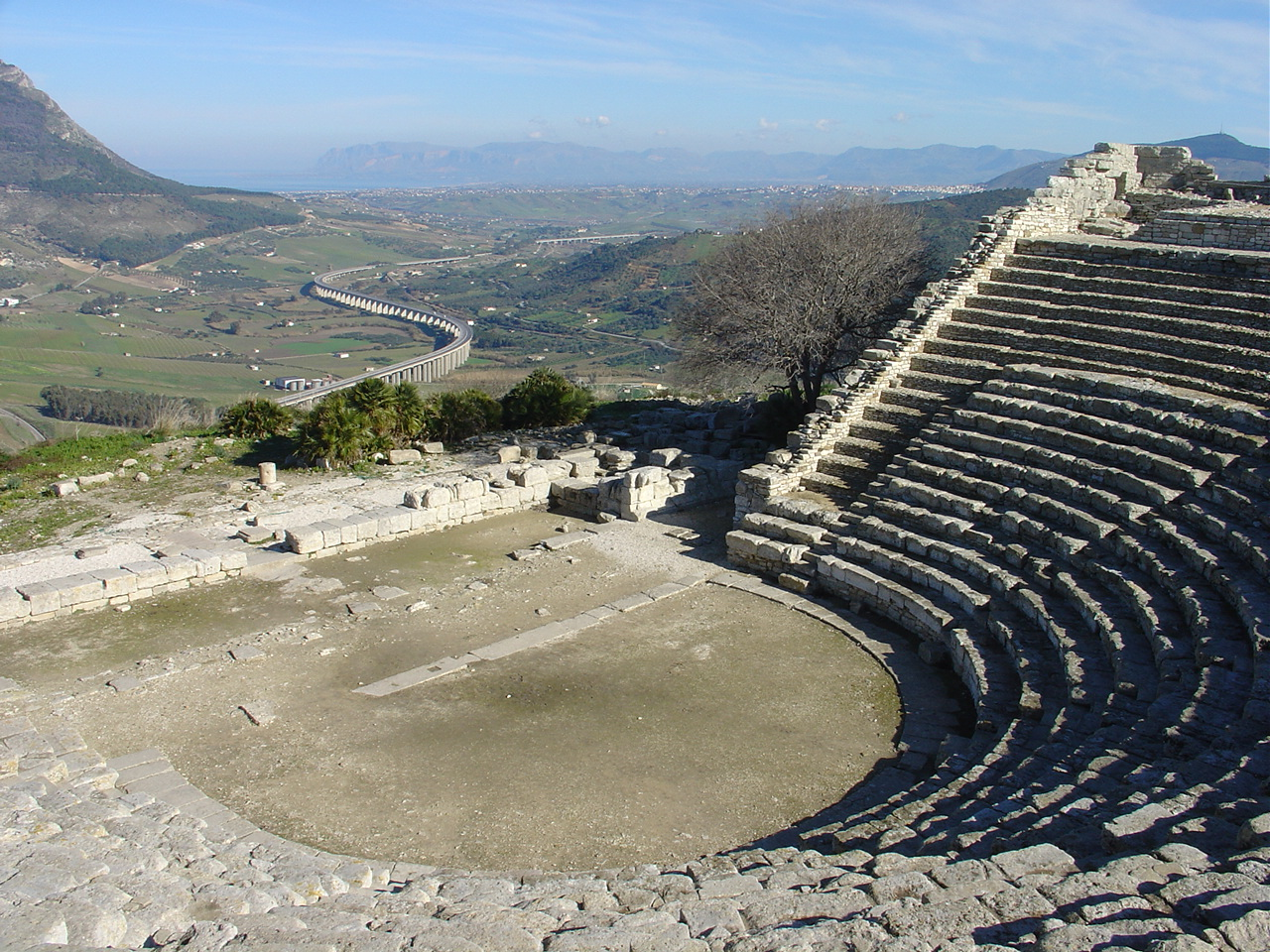
Teatro greco